# Andrzej Karol Stankiewicz
Andrzej Karol Stankiewicz Billewicz herbu Mogiła (zm. 1647) – pisarz ziemski kowieński w 1639 roku, cześnik żmudzki w latach 1635–1643, podstarości kowieński w latach 1635–1639.
Poseł na sejm 1638 roku.